# Sigri Mitra Gaïni
Sigri Mitra Gaïni (Oslo, 1975) est une poétesse, actrice et enseignante féroïenne. 

## Filmographie
- 1999 : Bye Bye Blue Bird[1]

## Publications
- 1997 Orð og andlit, Tórshavn: Forlagið Fannir,  (ISBN 99918-49-13-0)
- 1998 Soflúgv - og øvugt, Tórshavn: Forlagið Fannir,  (ISBN 99918-49-21-1)
- 2004 2002 nætur, Copenhague: Mentunargrunnur Studentafelagsins,  (ISBN 99918-43-46-9)
- 2010 Vaknandi, Copenhague: Mentunargrunnur Studentafelagsins[2]

## Distinctions
En 2004 elle remporte le Prix de littérature féroïenne dans la catégorie fiction.